# Microrégion de Presidente Dutra
Pour les articles homonymes, voir Dutra.

Localisation de la microrégion de Presidente Dutra

La microrégion de Presidente Dutra est l'une des trois microrégions qui subdivisent le centre de l'État du Maranhão au Brésil.
Elle comporte 11 municipalités qui regroupaient 185 946 habitants en 2006 pour une superficie totale de 6 724 km2.

## Municipalités[1]
- Dom Pedro
- Fortuna
- Gonçalves Dias
- Governador Archer
- Governador Eugênio Barros
- Governador Luiz Rocha
- Graça Aranha
- Presidente Dutra
- São Domingos do Maranhão
- São José dos Basílios
- Senador Alexandre Costa